# رووینی
رووینی از شهرهای کشور کرواسی است که در منطقهٔ ایستریای این کشور واقع شده‌است.
رووینی از زیباترین بنادر دریای آدریاتیک به حساب می‌آید.
کلیسای جامع سنت یوفمیا با برج ۶۰ متری‌اش از جلوه‌های این شهر است.
جزایر بسیاری در نزدیکی رووینی واقع شده‌اند که از آن مرکزی توریستی برای سفر به این جزایر نیز می‌سازد.

## تاریخ

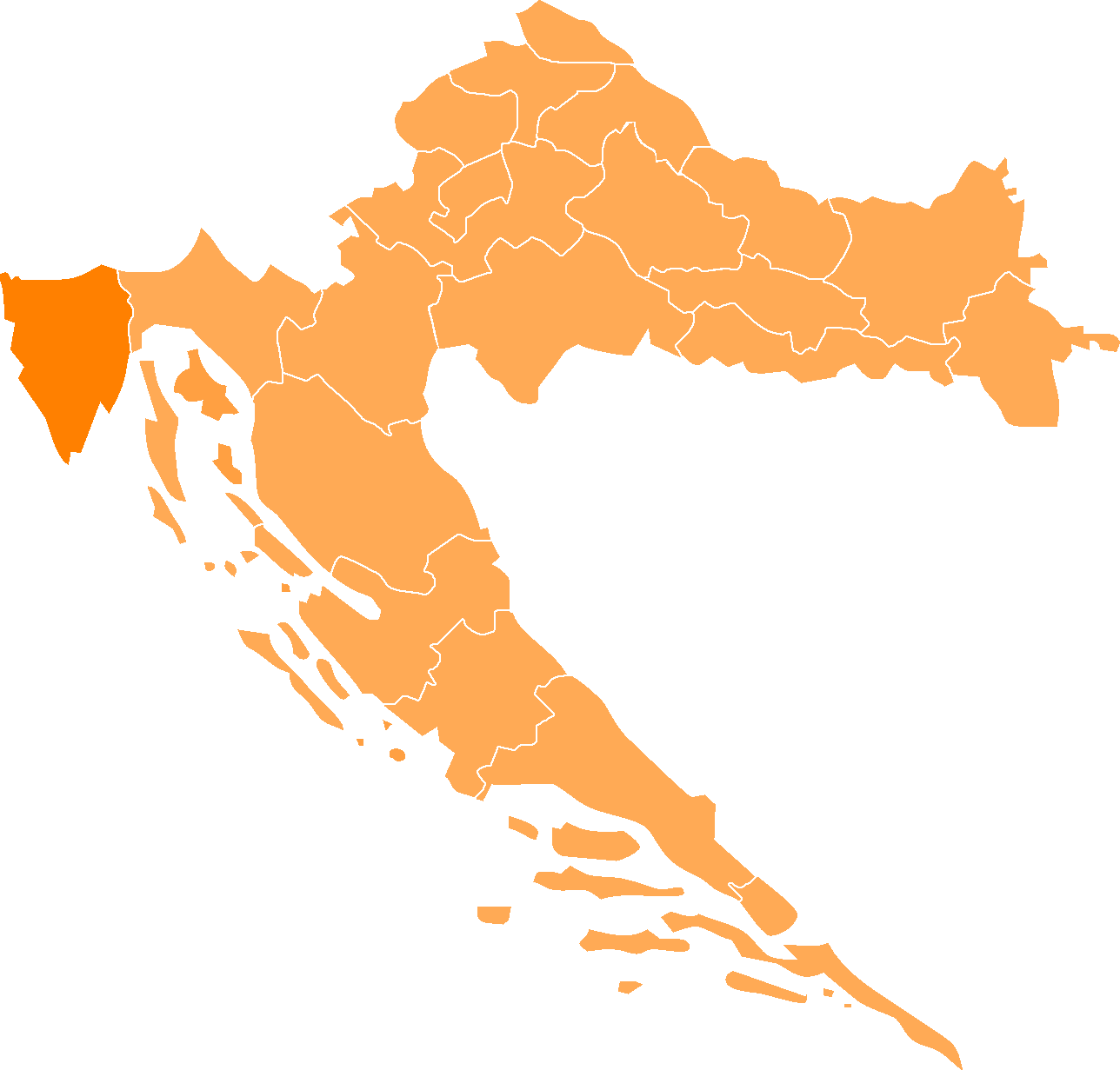

رووینی در ابتدا در واقع جزیره بوده‌است و برای اولین بار در قرن هفتم به عنوان «رووینیو» به آن اشاره شده‌است گرچه بسیاری بر این باورند که این شهر چند قرن قبل تر بین قرن سوم تا پنجم ظهور کرده‌است.
اسلاوها در قرن هفتم به این شهر وارد شدند و این آغاز صنعت قوی دریایی و ماهیگیری شهر است.
در ۱۱۹۹ رووینی در جهت حمایت از تجارت دریایی‌اش قرارداد مهمی با دوبرونیک امضا می‌کند. اما حملات متعدد باعث می‌شود در قرن سیزدهم برای حمایت به ونیز پناه ببرد و با این حال هنوز حمله‌های جنوآ و اسکوکها سرجای خودش است.
با اشغال بوسنی و بخش قاره‌ای کرواسی توسط ترک‌ها در قرن‌های ۱۶ تا ۱۸، هجوم مهاجران به این شهر نیز شدت می‌گیرد. شهر به تدریج آن سوی دیوارهایش هم وسعت می‌یابد و در ۱۷۶۳ به سرزمین اصلی وصل می‌شود و به شبه‌جزیره بدل می‌شود.
صنعت رووینی در قرن هفدهم همچنان در اوج است اما تصمیم اتریش در ۱۷۱۹ برای تبدیل تریسته و ریه‌کا به بنادر آزاد به رووینی لطمه می‌زند. ظهور کشتی‌های بادبانی صنعتی کشتی‌سازی این شهر را نیز از کار می‌اندازد.
رووینی نیز مثل بقیهٔ شهرهای ایستریا مدام بین اتریش و فرانسه و ایتالیا دست به دست گشته‌است تا نهایتاً بخشی از یوگسلاوی سابق شد و پس از جنگ‌های یوگسلاوی در اواخر قرن بیستم و استقلال کرواسی، بخشی از کشور تازه‌تأسیس کرواسی.
رووینی امروز از مهم‌ترین بنادر توریستی منطقه است.